# انور سادات
محمد انور السادات (۲۵ دسامبر ۱۹۱۸ – ۶ اکتبر ۱۹۸۱) سیاستمدار و نظامی مصری بود. او سومین رئیس‌جمهور مصر بود و این سمت را از ۱۵ اکتبر ۱۹۷۰ تا روز ترورش توسط جهاد اسلامی مصر در ۶ اکتبر ۱۹۸۱ به عهده داشت.
وی اولین حاکم یک کشور عرب بود که پیمان صلح با دولت اسرائیل امضاء نمود و این کشور را به رسمیت شناخت؛ در نتیجه به دلیل همین تلاش‌ها برای برقراری صلح، جایزه صلح نوبل توسط بنیاد نوبل در سال ۱۹۷۸ به او اعطا گردید. هرچند این پیمان در افکار عمومی غرب و اسرائیل یک موفقیت جدی برای اسرائیل محسوب و انور سادات به عنوان فردی صلح طلب معرفی می‌شد اما افکار عمومی اغلب اعراب مسلمان مخالف این قرارداد بود.

در سپتامبر ۱۹۸۱، سادات اقدام به سرکوب و دستگیری گروه‌های چپ سیاسی در جهت آرام کردن و کنترل کامل اوضاع مصر نمود که موج دستگیری‌ها، در خارج از مصر با محکومیت‌هایی مواجه شد.

## دوران اولیه زندگی و فعالیت‌های انقلابی

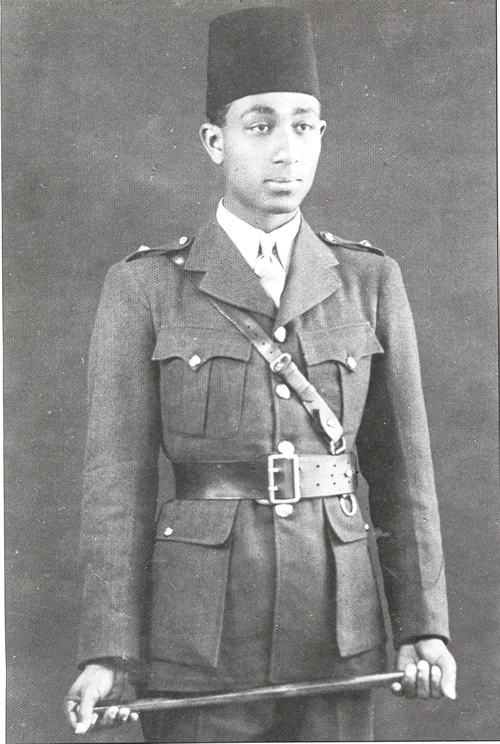
سادات هنگام فارغ‌التحصیلی از دانشکده نظامی در سال ۱۹۳۸

انور سادات در ۲۵ دسامبر ۱۹۱۸ در مت ابو الکوم، بخشی از استان منوفیه که در آن زمان تحت حاکمیت سلطنت مصر بود، در خانواده‌ای فقیر به دنیا آمد و ۱۴ خواهر و برادر داشت. یکی از برادرانش، عاطف سادات، بعدها خلبان شد و در جریان جنگ یوم کیپور در سال ۱۹۷۳ در نبرد کشته شد. پدرش، انور محمد السادات، اهل مصر علیا بود و مادرش، سیت البرین، از مادری مصری و پدری سودانی زاده شده بود.
او در سال ۱۹۳۸ از آکادمی نظامی سلطنتی در قاهره، پایتخت آن زمان پادشاهی مصر، فارغ‌التحصیل شد و به واحد مخابرات ارتش منصوب شد. او با درجه ستوان دومی به ارتش پیوست و به سودان تحت حاکمیت مشترک انگلیس و مصر منتقل شد (در آن زمان سودان یک حکومت مشترک تحت سلطه بریتانیا و مصر بود). در آنجا با جمال عبدالناصر آشنا شد و به همراه چند افسر جوان دیگر، جنبش افسران آزاد را تشکیل دادند، سازمانی که متعهد به سرنگونی سلطه بریتانیا در مصر و از بین بردن فساد دولتی بود.
در جریان جنگ جهانی دوم، سادات که عضو حزب فاشیستی و فوق‌ملی‌گرای مصر جوان بود، در چارچوب عملیات سلام با جاسوسان آلمان نازی در مصر همکاری کرد. پس از کشف این موضوع توسط بریتانیا، او دستگیر و بخش زیادی از جنگ را در زندان سپری کرد. تا پایان جنگ، او با انجمن مخفی که تصمیم به ترور امین عثمان، وزیر دارایی دولت حزب وفد و رئیس انجمن دوستی مصر و بریتانیا، گرفته بود، ملاقات کرده بود. عثمان به دلیل تمایلات شدیدش به بریتانیا، هدف این ترور قرار گرفت و در ژانویه ۱۹۴۶ کشته شد. پس از این ترور، سادات دوباره و این بار برای مدتی طولانی به زندان بازگشت.
در زندان ارمیدان، سادات با سخت‌ترین شرایط حبس روبه‌رو شد و در سلول انفرادی نگهداری می‌شد. اما متهم اصلی پرونده حسین توفیق فرار کرد و با نبود مدارک مجرمانه، همه اتهامات لغو شد و سادات آزاد شد. در آن زمان، صلاح ذوالفقار که یک افسر پلیس جوان بود، مسئولیت نظارت بر زندان را بر عهده داشت. او در دل خود به قهرمانی سادات ایمان داشت و معتقد بود که سادات به دلیل میهن‌پرستی‌اش محکوم و زندانی شده است. ذوالفقار برای او غذا، روزنامه و سیگار می‌آورد و کمک زیادی به خانواده‌اش برای دریافت مجوز ملاقات می‌کرد.

انور سادات در بسیاری از جنبش‌های سیاسی فعال بود، از جمله اخوان‌المسلمین، حزب فاشیستی مصر جوان، گروه گارد آهنین مصر که طرفدار محور و سلطنت بود، و همچنین گروه نظامی مخفی افسران آزاد. او همراه با سایر افسران آزاد در کودتای نظامی که منجر به انقلاب مصر (۱۹۵۲) شد و در ۲۳ ژوئیه همان سال ملک فاروق اول را سرنگون کرد، شرکت داشت. سادات اولین بیانیه انقلاب را از طریق رادیو به مردم مصر اعلام کرد.

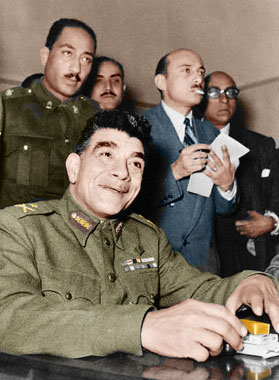
سادات و محمد نجیب، ۱۹۵۲

## پیش زمینه
پس از امضای قرارداد صلح میان مصر و اسرائیل، انتقادات فراوانی از سوی کشورهای عربی و مخالفان سیاسی سادات در داخل و خارج مصر به دلایل مختلف مخصوصاً امضای قرارداد صلح با اسرائیل باعث ایجاد جو سیاسی خشن و برخوردهایی میان گروه‌های مختلف مصری و دولت وقت شده بود.
در سپتامبر سال ۱۹۸۱ میلادی، سادات اقدام به سرکوب گروه‌های چپ سیاسی در جهت آرام کردن و کنترل کامل اوضاع مصر را نمود و دستور دستگیری اعضای حزب کمونیست مصر، ناصریست (ملی‌گراهای عرب)، فمینیست، اسلام‌گراها و همچنین گروه‌هایی از دانشجویان فعال سیاسی را صادر کرد. آمار کاملی از تعداد دستگیرشدگان سپتامبر ۱۹۸۱ وجود ندارد اما آگاهان تعداد آنان را کمتر از ۱۶۰۰ نفر تخمین می‌زنند. موج دستگیری‌ها در خارج از مصر با محکومیت‌های بین‌المللی مواجه شد.

## قرارداد کمپ دیوید و صلح با اسرائیل

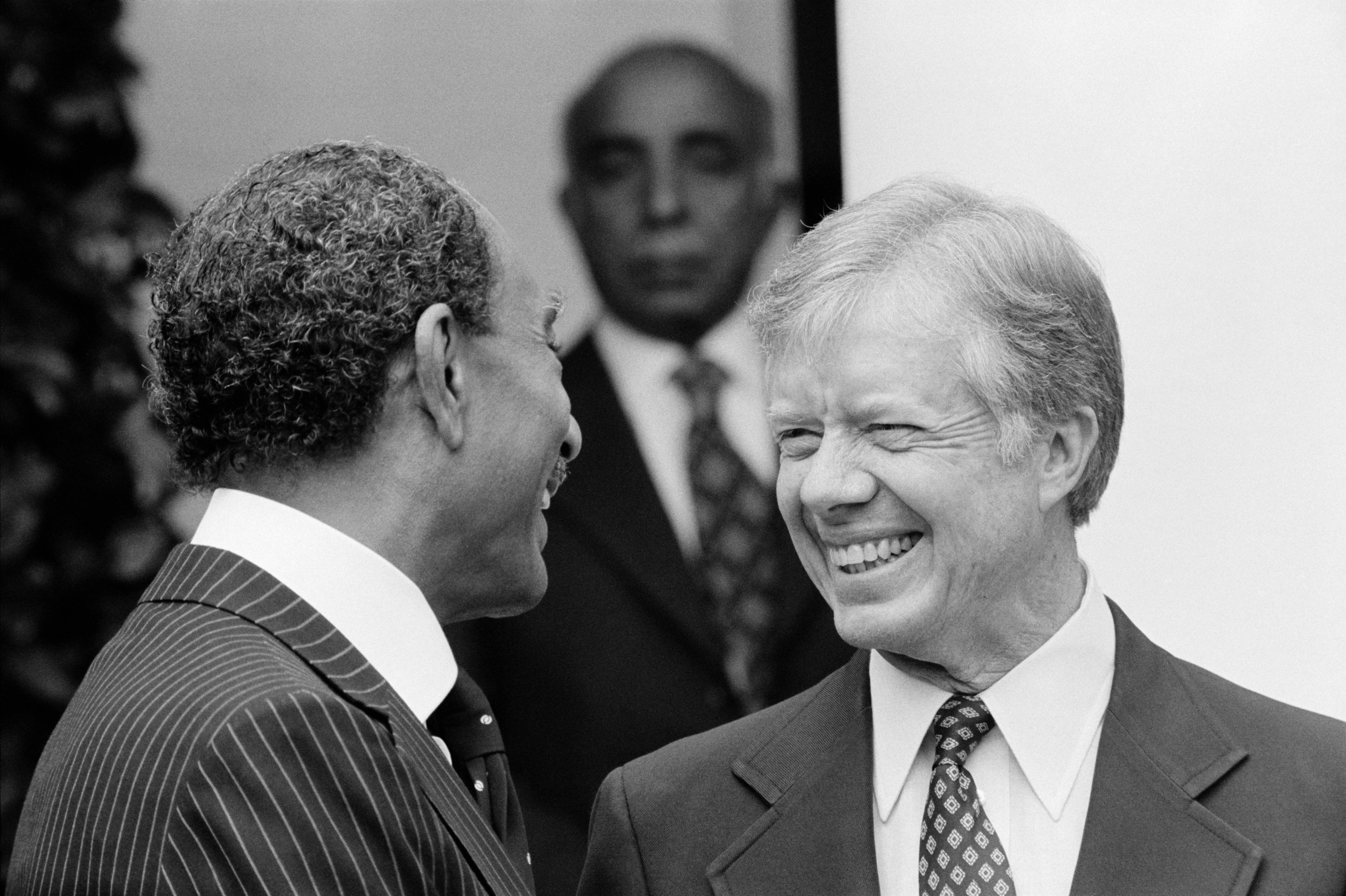
انور سادات و جیمی کارتر در قرارداد کمپ دیوید.

انور سادات اولین رئیس وقت یک کشور عربی در حال جنگ با اسرائیل بود که در توافقی که بعدها به «قرارداد کمپ دیوید» مشهور شد به صلح و به رسمیت شناختن کشور اسرائیل توسط مصر اقدام کرد.
این قرارداد تاریخی که با میانجگری ایالات متحده آمریکا دقیقاً یک سال پیش از انقلاب ایران میان انور سادات و مناخیم بگین نخست‌وزیر اسرائیل به امضا رسید.
توافقنامه کمپ دیوید ۳ موضوع عمده را در بر می‌گرفت؛
- صلح مصر با اسرائیل به عنوان نخستین کشور عربی بود که تل‌آویو را به رسمیت شناخت.
- تخلیه صحرای سینا و استرداد آن از سوی اسرائیل به مصر که در طی جنگ شش روزه توسط اسرائیل به غنیمت گرفته شده‌بود.
- آغاز مذاکره جهت خودمختاری کشور فلسطینی، در کرانه باختری رود اردن و نوار غزه که به دنبال این قرارداد دو کشور اقدام به تبادل سفیر و آغاز عادی سازی روابط دیپلماتیک کردند.

## جایزه صلح نوبل
امضای توافقتنامه کمپ دیوید در افکار عمومی غرب و اسراییل باعث به وجود آمدن امید برای صلحی پایدار در منطقه خاورمیانه شد، از همین روی بنیاد نوبل جایزه صلح خود موسوم به جایزه صلح نوبل را در سال ۱۹۷۸ به‌طور مشترک به انور سادات از مصر و مناخیم بگین از اسرائیل تقدیم کرد.

## ترور

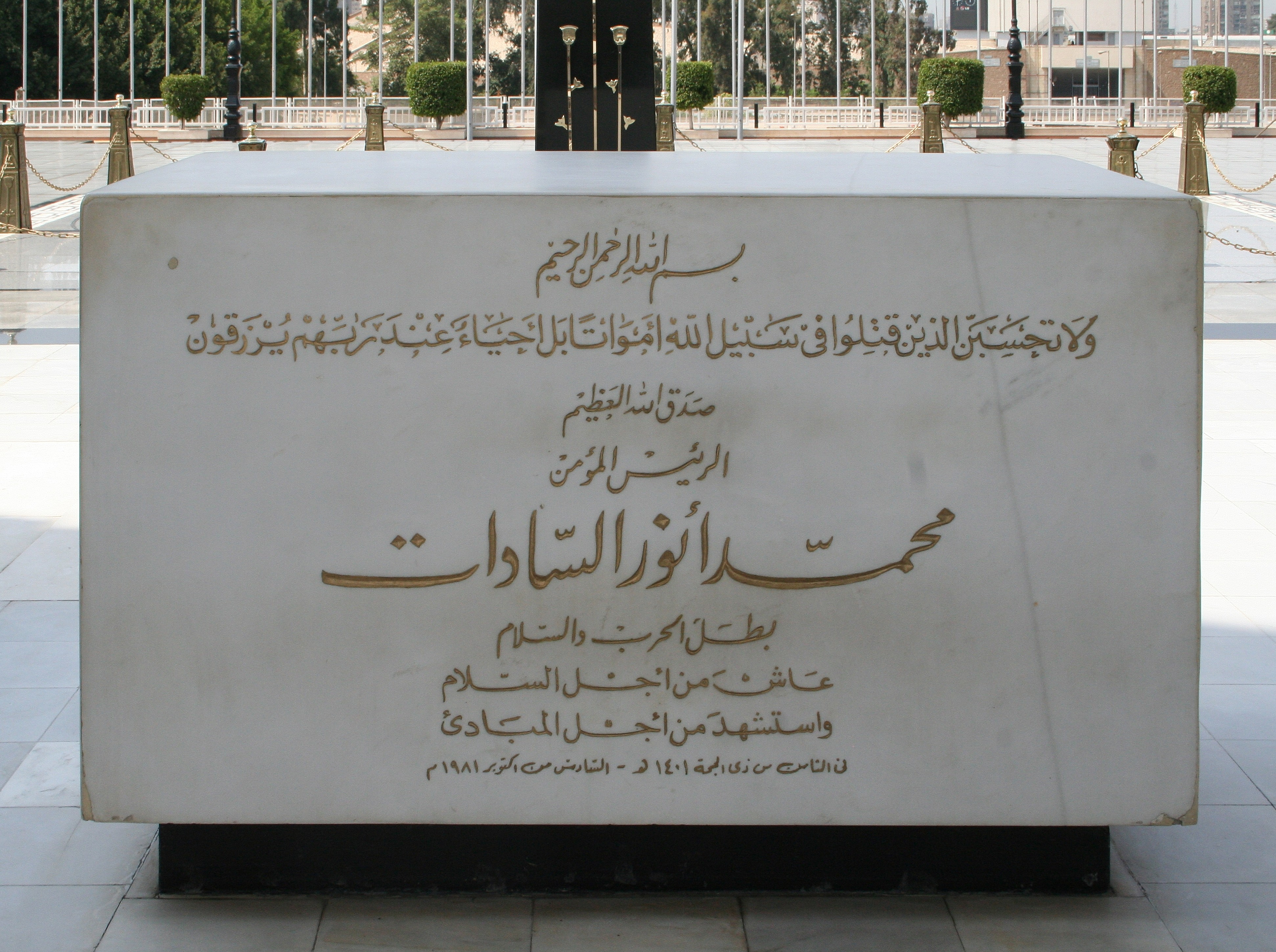
مقبره محمد انور سادات در شهر نصر، قاهره بزرگ

با این پیش زمینه در روز ۶ اکتبر ۱۹۸۱ میلادی، یعنی کمتر از یک ماه از آغاز دستگیری مخالفان، انور سادات مورد سوءقصد قرار گرفت.
در سال روز رژه پیروزی ۶ اکتبر در قاهره، انور سادات در جایگاه ویژه به دست تنی چند از سربازان ارتش مصر که وابسته به گروه جهاد اسلامی مصر بودند به قتل رسید.
گروه جهاد اسلامی مصر معترض به صلح کشورهای مصر و اسرائیل و به رسمیت شناخته شدن کشور اسرائیل توسط مصر بود. همچنین عمر عبدالرحمان که یک روحانی بلندپایه مصری بود (که بعدها در آمریکا به اتهام دستور بمب‌گذاری در مرکز تجارت جهانی در نیویورک به زندان ابد محکوم شد) با صدور فتوایی فرمان قتل انور سادات را صادر کرد.
در روز رژه، انور سادات توسط چهار لایه از محافظان حفاظت می‌شد. بر طبق قوانین نظامی می‌بایست در طول رژه تمام سلاح‌های مورد استفاده بدون گلوله و عاری از مواد انفجاری و گلوله بودند، اما در آن روز مسئولان کنترل این امر در مراسم حج و در عربستان سعودی به‌سر می‌بردند.
درست در زمانی که هواپیماهای داسو میراژ اف۱ از بالای میدان رژه با ارتفاعی پائین و به‌طور هماهنگ پرواز می‌کردند و تا حدی باعث پرت شدن حواس محافظان می‌شدند، جیپ نظامی ای در روبروی جایگاه مخصوص که انور سادات در مقابل آن سان نظامی می‌دید در حال عبور بود که ناگهان افراد مستقر در داخل جیپ با پرتاب نارنجک و شلیک مسلسل اقدام به حمله به سوی جایگاه و به سوی شخص انور سادات را کردند. انور سادات که در آن لحظه ایستاده بود مستقیماً و از ناحیه سر مورد هدف تیر مسلسل قرار گرفت و درجا به قتل رسید.
انور سادات پس از اصابت تیر مسلسل به سرش، با سقوط به داخل جایگاه نقش بر زمین شد. اما مهاجمان به خیال اینکه وی خود را به داخل زمین جایگاه انداخته است تا مانع از قرار گرفتن در معرض تیر شود، اقدام به جلو آمدن تا مقابل جایگاه ویژه کردند.
اطرافیان سادات که همگی غیر مسلح بودند در تلاشی ناکام برای نجات جان انور سادات و جلوگیری از جلو آمدن مهاجمان به داخل جایگاه اقدام به پرتاب صندلی به سوی آن‌ها می‌کردند.
یکی از افراد به نام خالد اسلامبولی موفق به قرار گرفتن در مقابل جایگاه ویژه شد و با فریاد «مرگ بر فرعون» اقدام به بستن رگبار به سوی جسد انور سادات نمود. نهایتاً وی و یکی از همدستانش مضروب و دستگیر و دو نفر دیگر از افراد مستقر در جیپ نظامی توسط محافظان انور سادات کشته شدند.
خالد اسلامبولی در دادگاه رسیدگی به ترور انور سادات، به جرم شرکت مستقیم در ترور رئیس‌جمهور مصر به اعدام محکوم شد. حکم وی در آوریل ۱۹۸۲ به اجرا گذاشته شد.
به غیر از انور سادات که در جریان ترور به قتل رسید، مدعوین و مهمانان حاضر از جمله جیمز تولی وزیر دفاع وقت ایرلند و تنی چند از مشاوران آمریکایی حاضر در جایگاه ویژه مورد اصابت تیر قرار گرفتند. در طول ترور انور سادات که جمعاً ۲ دقیقه به طول انجامید هفت نفر از جمله سفیر کوبا در مصر کشته شدند و ۲۸ نفر نیز مجروح شدند.
انور سادات سریعاً به بیمارستانی که در نزدیکی محل رژه قرار داشت فرستاده شد اما ساعاتی بعد به‌طور رسمی مرگ وی اعلام شد. حسنی مبارک معاون رئیس‌جمهور وقت مصر نیز که در حادثه ترور از ناحیه دست مورد اصابت تیر قرار گرفته بود، بر طبق قانون زمام امور را به دست گرفت.
ترور انور سادات، اولین ترور رئیس دولت مصر در طول تاریخ این کشور بود که توسط عوامل مصری صورت می‌گرفت.

## روابط با ایران

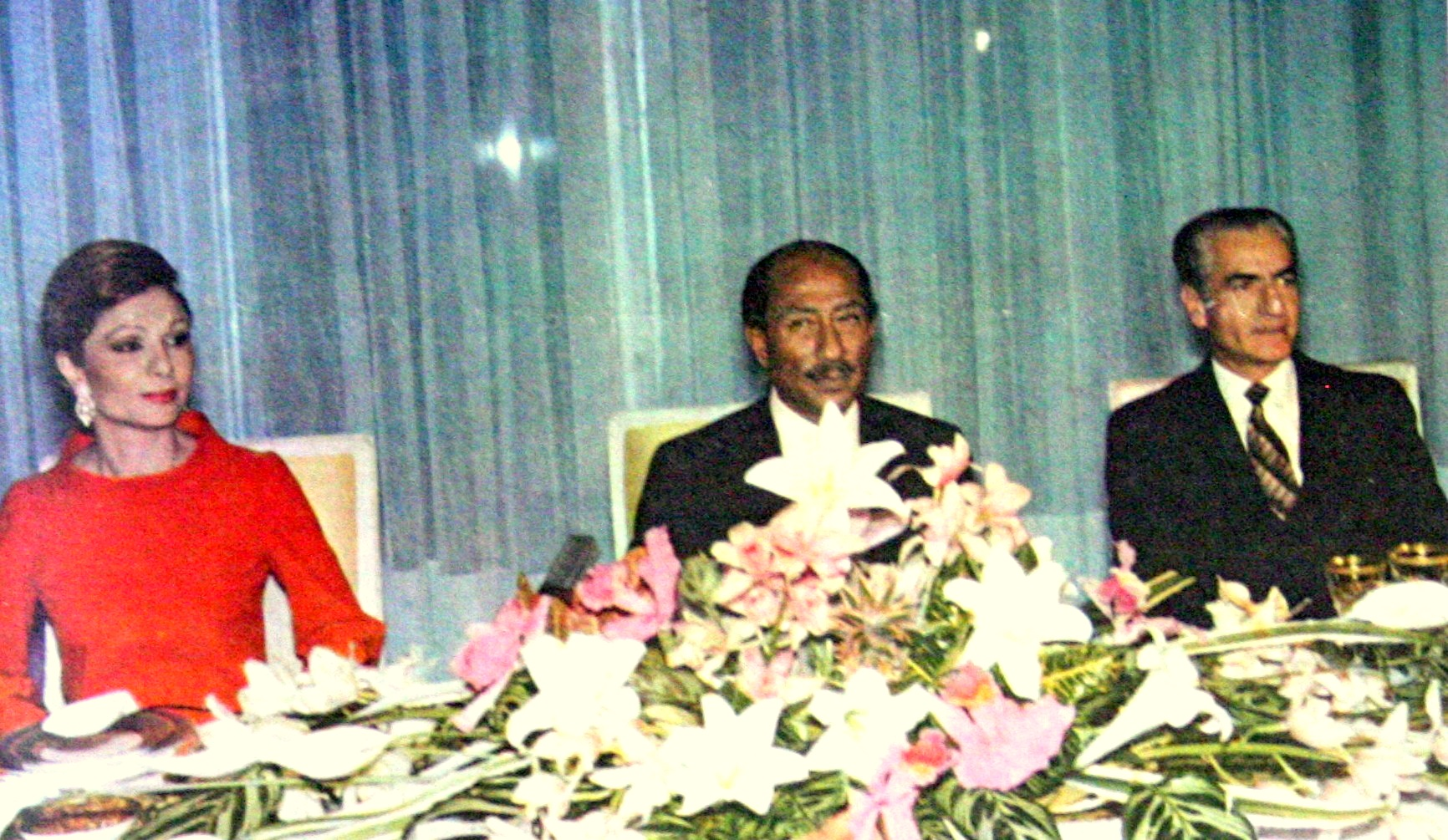
از چپ به راست: فرح پهلوی (شهبانوی ایران)، انور سادات (رئیس‌جمهور مصر)، محمدرضا پهلوی (پادشاه ایران) در تهران، سال ۱۹۷۵.

در دوران پادشاهی محمدرضا شاه پهلوی و پیش از انقلاب ۵۷ رابطه تهران و قاهره رابطه‌ای بسیار گرم و دوستانه بود چنان‌که پادشاه ایران، انور سادات را برادر محبوب خود می‌نامید. پس از خروج شاه از ایران و وقوع انقلاب اسلامی، وی مدتی را به دعوت دوست قدیمی و وفادار خود در کشور مصر گذراند و پس از بازگشت از چند سفر دوباره به مصر بازگشت و واپسین روزهای عمر خود را در این کشور سپری کرد.
پس از مرگ محمدرضا شاه پهلوی، انور سادات با دعوت از مردم مصر برای ادای احترام به پادشاه ایران، پیکر وی را با تشریفات کامل نظامی و رسمی در مسجد الرفاعی که از مهم‌ترین مسجدهای کشور مصر به‌شمار می‌آید، دفن کرد.
انور سادات، خمینی را یک دیوانه روانی نامسلمان و دشمن مصالح ایران خواند و مخالفت خود را حکومت تازه تأسیس جمهوری اسلامی به روشنی بیان ساخت. سید روح‌الله خمینی نیز انور سادات را خائن به اسلام و مسلمین و آرمان فلسطین دانست. صلح بین مصر و اسرائیل از رویدادهای مهم تاریخی بود که در کارنامه جیمی کارتر برای دریافت جایزه صلح نوبل در سال ۲۰۰۲ نیز مطرح شد هر چند سیاست وی پیش از سال ۱۳۵۷ دربارهٔ ایران که به سقوط شاه و به قدرت رسیدن روح‌الله خمینی کمک کرد و موجب جنگ سرد جدید با شوروی و تهاجم شوروی به افغانستان شد به عنوان انتقاد از کارتر مطرح شد. پناه دادن به محمدرضا شاه پهلوی در کنار صلح مصر و اسرائیل باعث قطع کامل روابط سیاسی تهران و قاهره پس از به قدرت رسیدن نظام جمهوری اسلامی ایران شد. بدری آتابای که از نزدیک انور سادات را می‌شناخته او را فردی عاشق ادبیات ایران معرفی می‌کند که در جلسات شعرخوانی بدری آتابای به‌ویژه خوانش گلستان سعدی شرکت می‌کرده است. انور سادات مقداری زبان فارسی می‌دانسته و قصد داشته است در کاخ ریاست جمهوری مصر هم کلاس آموزش زبان فارسی بگذارد چون منطقش این بوده کسی که ادبیات فارسی را نداند انسانیت هم نمی‌داند.

### خاکسپاری

مراسم تشییع پیکر انور سادات در قاهره، ۱۹۸۱

با پخش شدن خبر مرگ انور سادات، بسیاری از کشورهای جهان با ابراز تاسف شدید از مرگ وی و با فرستادن نمایندگانی بلندپایه همچون پادشاهان، رؤسای جمهور و نخست وزیران خود در مراسم تدفین انور سادات حضور یافتند. مراسم تدفین وی با تشریفات کامل نظامی و با شرکت بی‌سابقه‌ای از سران کشورهای مختلف جهان که در مراسم تدفین و خاکسپاری محمد انور سادات شرکت جستند از موارد نادری در تاریخ بین‌الملل محسوب می‌شود. از آن‌جمله می‌توان به سه رئیس‌جمهور پی در پی آمریکا از جمله جرالد فورد، جیمی کارتر و ریچارد نیکسون اشاره کرد که در مراسم تدفین وی در صف یکم عزاداران حضور داشتند. همچنین رضا پهلوی و فرح پهلوی در این مراسم شرکت کردند.
پیکر انور سادات را در قطعه سرباز گمنام در شهر قاهره و در جنب مسجد الرفاعی مصر دفن کردند.

### دادگاه قاتلان انور سادات
در پی قتل رئیس‌جمهور فقید مصر توسط جهاد اسلامی مصر، نیروهای امنیتی مصر در چند رشته عملیات امنیتی بیش از سیصد تن از افراد وابسته به سازمان جهاد اسلامی مصر را به جرم کمکهای مستقیم یا غیر مستقیم در قتل رئیس‌جمهور مصر، دستگیر و در دادگاهی جمعی و با حضور رسانه‌های بین‌المللی به محاکمه نشاند. از آن جمله می‌توان به خالد اسلامبولی، شیخ عمر عبدالرحمان و ایمن الظواهری که بعدها رهبر گروه تروریستی القاعده شد اشاره کرد.
در دادگاه از آنجا که ایمن الظواهری مسلط به زبان انگلیسی بود به عنوان سخنگوی زندانیان جهاد اسلامی مصر انتخاب شد. سخنرانی‌های آتشین وی در دادگاه باعث مشهور شدن وی در نزد افکار عمومی شد. نهایتاً پس از اعلام حکم دادگاه، خالد اسلامبولی به اعدام و ایمن الظواهری و شیخ عمر عبدالرحمان هر کدام به زندان محکوم شدند.

## خانواده
انور سادات در طول دوران زندگی‌اش دو بار ازدواج کرد. همسر اول وی احسان مدی نام داشت که وی را پس از ازدواج با همسر دومش، جهان رئوف (که بعدها به جهان سادات) مشهور شد، طلاق داد. جهان سادات که دارای پدری مصری و مادری انگلیسی بود، در زمان ازدواج ۱۶ سال داشت. حاصل زندگی مشترک انور سادات و جهان سادات سه فرزند دختر و یک پسر است.

## کتاب‌های نوشته شده توسط انور سادات
انور سادات کتب بسیاری را در طول زندگی‌اش به رشته تحریر درآورد که از آن جمله می‌توان به کتب ذیل اشاره کرد:
- داستان کامل انقلاب (۱۹۵۴)
- صفحات نامعلوم انقلاب (۱۹۵۵)
- شورش نیل - جُستاری درباب شورش افسران ارتش (۱۹۵۷)
- پسرم، این عمو ناصر است - خاطرات انور سادات از جمال عبدالناصر (۱۹۵۸)
- در جستجوی هویت: رشته خاطرات محمد انور سادات (۱۹۷۸), داستان زندگی‌اش و کشورش پس از سال ۱۹۱۸ میلادی

## مدال‌های افتخار

### ملی
- یقه فرمان راسته جمهوری (مصر)
- حصار بزرگ راسته نیل
- صلیب بزرگ نشان شایستگی
- ردهٔ عالی مرتبه ی فضائل

### بین‌المللی
- آلبانی: صلیب بزرگِ حکم وفاداری
- اتریش: ستاره بزرگ نشان افتخار برای خدمات به جمهوری اتریش
- ایتالیا: شوالیه صلیب بزرگ نشان شایستگی جمهوری ایتالیا
- کویت: یقه فرمان مبارک کبیر
- مالزی: فرمانده بزرگ افتخاری مدافع قلمرو (SMN (K)) با عنوان تون (۱۹۶۵)[۲۴]
- نپال:
  - مفتخر شده تراز اول نشان ستاره نپال
  - مفتخر شده به نشان اوجاسوی راجانیا
- عربستان سعودی: عضو تراز اول نشان پادشاه عبدالعزیز
- سوریه: عضو تراز اول نشان بنی امیه
- تونس: صلیب بزرگ از نشان جمهوری
- ایالات متحده آمریکا:
  - دریافت کننده نشان افتخار آزادی رئیس‌جمهوری (۱۹۸۴)
  - دریافت کننده مدال طلای کنگره (۲۰۱۸, پس از مرگ)[۲۵]
- جمهوری فدرال سوسیالیستی یوگسلاوی
  - نشان ستاره بزرگ یوگسلاوی (۱۹۷۷)[۲۶]

## ارجاعات فرهنگی
- چهره شخصیت ولادیمیر ماکاروف در بازی مدرن وارفر ۳ (۲۰۲۳) از روی چهره او ساخته شده است.[۲۷]